# ビルマ民主同盟
ビルマ民主同盟（ビルマみんしゅどうめい、英語: Democratic Alliance of Burma：DAB）は、1988年に民族民主戦線（National Democratic Front：NDF）のメンバーと民主派武装組織など22組織によって結成された同盟。

## 結成
8888民主化運動の混乱を収束させるため、1988年9月18日、ミャンマー軍（以下、国軍）は軍事クーデターを起こし、ソーマウンを議長とする国家秩序回復評議会（SLORC）が設立された。これに反発した民主化運動に参加した若者たちの一部は、タイ国境地帯、カチン丘陵地帯、インドのミゾラム州とマニプル州、バングラデシュに逃れた。同年11月5日には、カレン民族同盟（KNU）の拠点の1つコウムラ（Kawmoorah）で、反体制派の学生が中心となって全ビルマ学生民主戦線（ABSDF）が結成された。そして民主派勢力と少数民族武装勢力を結集すべく、1988年11月14日から18日まで、こちらもKNUの拠点の1つであるクレルダイ（Klerday）に22の組織が集まり、ビルマ民主同盟（DAB）が結成された。ちなみにNDFのうち、ビルマ族に不信感を持つカレンニー民族進歩党（KNPP）だけは参加しなかった。
しかし議長にKNUのボー・ミャ、副議長にKIOのブランセンと NMSP のナイ・シュエチンが選出されたのはまだしも、 DAB中央執行委員会の最上級ビルマ族代表に人民愛国党（PPP）のトウィン、PPPの前身・議会制民主主義党（PDP）の元メンバーで、ビルマ民主主義回復委員会（CRDB）のティンマウンウィンが選出されたことに、民主派の若者たちは憤慨したとされる。

## 活動
泰緬国境に集った武装勢力を脅威と見なした国軍は、1989年頃からKNU支配地域に対する攻撃を開始し、ワンカー（Wankha）、マポケ（Maypaw Kay）、パルー（Phalu）などKNUの拠点を次々に攻略した。戦闘が始まって1年半で約4万人のカレン族難民がタイに逃れた。折しもタイ政府が、泰緬国境地帯のミャンマーの武装勢力を国境警備隊代わりに利用するという従来の方針を転換して、泰緬国境の森林地帯のチーク材伐採権とアンダマン海の漁業権目的でSLORCと同盟関係を結んだことにより、国軍がタイ領土からKNUを背面攻撃することが可能になったことで、KNUおよびDABは苦境に立たされていた。
そんな中、ボー・ミャ以下DABの幹部も、1990年に予定されていた総選挙に注目し、総選挙前にボー・ミャはソーマウンに親書を送り、「泰緬国境地帯に逃れてきたビルマ族の若者たちは家族のように歓迎されれいる」と述べ、KNUは「人種戦争」を戦っているという主張を否定し、「40年間の内戦の経験は、基本的に政治問題である内戦を、軍事的手段では解決できないことを疑いなく証明しただけだ」と述べた。一方でDABは、”不正選挙”によって敗北するであろうスーチー率いる国民民主連盟（NLD）などの政党と合流することを目論んで、暫定政府の組閣準備もしていた。しかし予想に反して、総選挙はNLDが大勝。DABはNLDが支配する議会を制憲議会と認めると主張し、マナプロウに「連邦大学」を設立して、独自の「連邦憲法」を策定すると各政党に伝達した。しかしSLORCは選挙結果を反故にして、NLD議員たちを逮捕するなど弾圧し始め、彼らもまたKNU・DAB支配下の泰緬国境地帯に逃れてきた。同年12月18日には、件のNLD議員を中心にしてビルマ連邦国民政府（NCGUB）が設立され、スーチーの従兄弟であるセインウィンが首相に就任した。DABはNCGUB支持を表明し、彼らと同盟を組んでビルマ民主戦線（DFB）を設立した。
1991年10月、KNLA・ABSDF合同軍300人が、ヤンゴンからわずか30kmしか離れていないヤンゴン地方域・トゥワンテ郡区に上陸。この地域における約18年ぶりの反乱軍の出現で、国軍に大きな脅威を与えたが、わずか3週間で壊滅させられた。
1992年3月、国軍は国軍記念日の3月27日までにマナプロウを攻略することに目標に、KNU・DAB支配地域に大規模な攻撃を仕掛けた。国軍は多数の戦略拠点を占拠し、攻略には失敗したものの、マナプロウを包囲した。4月28日に国軍は一方的に停戦宣言をして撤退したが、KNU・DAB連合軍は600人以上の戦死者を出したとも言われる（KNUの公式発表では180人）。
同年7月31日、NDF、DAB、NCGUB、およびNLD「解放区」がマナプロウ協定を締結し、ボー・ミャ、ブランセン、ナイ・シュエチン、セインウィンをリーダーに戴いて、将来の「ビルマ連邦」のプラットホームたるビルマ連邦国民評議会（National Council Union of Burma:NCUB）が結成された。

## 崩壊
しかし1993年4月、DABの主要メンバーであるKIAが政府と停戦交渉に入った。KNUはこれを強く非難し、KIAをNDFやDABからも除名した。しかしこの後も、MNSP、KNPPなどが政府との停戦交渉に入り、同年12月末、ついにKNUも政府と停戦交渉に入る声明を発表した。1994年1月にはKNUがABSDFに武装解除を命じ、幹部を拘束して、民主化運動から離脱。これにてDABは事実上崩壊した。

## 構成団体
出典
- アラカン解放党（英語版） (ALP) - 軍事部門：アラカン解放軍 (ALA)
- チン民族戦線 (CNF)  - 軍事部門：チン民族軍 (CNA)
- カチン独立機構（KIO） - 軍事部門：カチン独立軍（KIA）
- カレン民族同盟 (KNU) - 軍事部門：カレン民族解放軍（KNLA）
- カヤン新領土党（KNLP）
- ラフ統一党（LNUP）- 軍事部門：ラフ州軍（LSA）
- 新モン州党（NMSP） - 軍事部門：モン国民解放軍（MNLA）
- パラウン州解放党（PSLP）- パラウン州解放軍（PSLA）
- パオ民族機構 (PNO) - 軍事部門：パオ民族軍（PNA）
- シャン州軍 (北) （SSA-N）
- ワ民族機構（WNO) - 軍事部門：ワ民族軍（WNA）
- 全ビルマ学生民主戦線(ABSDF)
- 全ビルマ・ムスリム連合（All Burma Muslim Union：ABMU）
- 全ビルマ青年僧連盟（All Burma Young Monks Union：ABYMU）
- ビルマ民主主義回復委員会（Community for the Restoration of Democracy in Burma：CRDB）
- ドイツ・ビルマ協会（German-Burmese Association：GBA）
- ゼネスト委員会ラングーン（General Strike Committee Rangoon：GSCR）
- ムスリム解放機構（Muslim Liberation Organisation:MLO）
- 海外ビルマ解放戦線（Overseas Burma Liberation Front：OBLF）
- 海外カレン機構（Overseas Karen Organisation：OKO）
- 人民解放戦線（People's Liberation Front：PLF）
- 人民愛国党（PPP）